# Nimio
Nimio és un fanzine de còmic publicat pel segell autopublicat Nuez, format pels autors Anabel Colazo, Pau Ferrando, María Ponce, Núria Tamarit i Luis Yang. La publicació va ser guardonada com millor fanzine al Saló del Còmic de Barcelona de 2016.
El projecte va nàixer a un bar cutre de Benimaclet. Sorgí per la necessitats dels seus autors, provinents de la Facultat de Belles Arts, d'explicar històries sense limitacions editorials. El fanzine ha estat objecte d'exposicions a llibreries i a la Biblioteca de l'Hospital de València.